# Christina Crawford (luchadora)
Christina Crawford (nacido el 17 de octubre de 1988) es una animadora, bailarina y exluchadora profesional que trabajó para WWE bajo el nombre de Caylee Turner en el territorio de desarrollo FCW del 2010 al 2012. 
Es la hermana menor de la exluchadora profesional, Alicia Fox. Crawford saltó al mundo de la lucha libre después de su participación en Tough Enough, un concurso televisado que otorgaría al ganador un contrato con la WWE, pero fue eliminado de la competencia. Como parte del territorio de desarrollo Florida Championship Wrestling de WWE, fue Campeona de Divas de FCW en una ocasión también y siendo la última campeona de este. Después de salir de la lucha libre en 2012, se convirtió en un animador de los Tampa Bay Buccaneers de la NFL

## Carrera
En junio de 2010, Crawford firmó un contrato con la WWE y más tarde fue asignada a la FCW. Debutó el 8 de julio de 2010 en un concurso de bikini. Pero no fue hasta el 20 de noviembre que ella hizo su debut en el ring, bajo su nuevo nombre en el ring Caylee Turner, en una pelea por equipos de seis diva con Rosa Mendes y Aksana, pero perdió la lucha ante AJ Lee, Kaitlyn, y Naomi Knight. En febrero de 2011 , Crawford fue liberado de su contrato con la WWE con el fin de participar en el rodaje de la re activada serie Tough Enough .
En marzo de 2011, Crawford fue anunciada como una de los catorce concursantes para la re activación de Tough Enough. Ella fue eliminada de la competencia en el episodio 23 de mayo, junto con A. J. Kirsch.
Después de ser eliminada en Tough Enough, Crawford volvió a firmar con la WWE, y regresó el 22 de junio en una pelea por equipos. Crawford pasó los siguientes meses compitiendo principalmente en luchas por equipos. A partir de enero de 2012, Turner comenzó a disputar el Campeonato de Divas de FCW, sin embargo no pudo derrotar a Audrey Marie.  Ella comenzó un feudo con el Ejército Anti-Diva (Sofía Cortez, Paige, y Raquel Díaz) en marzo, formando una alianza con Audrey Marie y Kaitlyn para hacerlo. el 29 de junio, Turner derrotó a Díaz para ganar el Campeonato de Divas de FCW por primera vez. en el episodio del 5 de agosto de FCW TV, Turner defendió exitosamente su campeonato contra Sofía Cortez. Este fue su última lucha con el título FCW. El Campeonato de Divas de FCW fue retirado el 14 de agosto como consecuencia del cambio de marca, por lo que Turner fue la campeona final. Cuando la WWE marcó de nuevo su territorio de desarrollo, FCW , en NXT Wrestling, Turner hizo su debut en NXT en junio 20 episodio de NXT, como anunciadora especial. El 1 de agosto en NXT, Turner apareció en un segmento en el ring donde Comisionado de NXT Dusty Rhodes anunció un torneo de «Gold Rush», con 4 superestrellas del plantel desarrollo NXT y 4 Superstars del plantel principal de WWE, que competirían para ser coronado como el campeón inaugural de NXT. Turner le hizo debut en el ring como Heel, el del 8 de agosto en NXT, haciendo equipo con la Heel Kaitlyn perdiendo ante Tamina Snuka y Paige. El 11 de agosto de 2012, Crawford fue liberado de su contrato con la WWE.
El 1 de noviembre de 2012, Crawford compitió en una lucha de prueba TNA perdiendo contra ODB. Ella apareció en World Xtreme Wrestling en una función de lucha libre donde derrotó a Angelina Love. Crawford hizo su debut para el North East Wrestling (NEW) el 8 de diciembre en un evento de lucha del Noreste, donde compitió contra Ivelisse Vélez, siendo derrotada. Tras la lucha, Crawford cambia a Heel después de atacar Ivelisse, exigiendo un contrato para la promoción. En la edición del 10 de diciembre, Crawford luchó en una revancha la ganadora se lleva Contrato, en una lucha donde la perdedora no podría volver a competir en la promoción, pero perdió una vez más a Ivelisse Vélez, prohibiendo de este modo que ella vuelva a luchar en esta promoción hasta nuevo aviso.

## Carrera como animadora
Crawford comenzó a trabajar como cheerleader de los Tampa Bay Buccaneers de la NFL en 2013.

## Vida personal
Se graduó de University of Central Florida en 2012, estudió comunicación interpersonal. Es la hermana menor de Victoria, que es más conocida como la luchadora de WWE Alicia Fox.

## Campeonatos y logros
- Florida Championship Wrestling
  - Campeona de Divas de FCW (1 vez)